# مقاطعة هارتفورد (كونيتيكت)
مقاطعة هارتفورد (بالإنجليزية: Hartford County, Connecticut)‏ هي إحدى مقاطعات ولاية كونيتيكت في الولايات المتحدة. ، بلغ عدد سكانها 894014 نسمة في عام 2010 حسب إحصاء مكتب تعداد الولايات المتحدة .

## أعلام
- صموئيل هايز
- تيموثي روبنز ستانلي
- توماس داير

## وصلات خارجية
- United States Counties

قالب:مقاطعات كونيتيكت